# Rampage Out of Control
Rampage Out of Control er en amerikansk science fiction monster film instrueret af Brad Peyton fra 2018, filmen er løst baseret på videospil serien med samme navn af Midway Games. Dwayne Johnson, Naomie Harris, Malin Åkerman, Jake Lacy, Joe Manganiello, og Jeffrey Dean Morgan ses i hovedrollerne.

## Medvirkende
- Dwayne Johnson som Davis Okoye
- Naomie Harris som Dr. Kate Caldwell
- Malin Akerman som Claire Wyden
- Jeffrey Dean Morgan som Agent Russell
- Jake Lacy som Brett Wyden
- Joe Mangianello som Burke
- Marley Shelton som Dr. Kerry Atkins
- P.J. Byrne som Nelson
- Demetrius Grosse som Oberst Blake
- Will Yun Lee som Agent Park

## Eksterne Henvisninger
- Rampage Out of Control på Internet Movie Database (engelsk)
- Rampage Out of Control på Filmdatabasen
- Rampage Out of Control på Scope
- Rampage Out of Control på AlloCiné (fransk)
- Rampage Out of Control på MovieMeter (nederlandsk)
- Rampage Out of Control på AllMovie (engelsk)
- Rampage Out of Control på Turner Classic Movies (engelsk)
- Rampage Out of Control på The Movie Database (engelsk)
- Rampage Out of Control på Rotten Tomatoes (engelsk)
- Rampage Out of Control på Metacritic (engelsk)